# كيني كاميرون
كيني كاميرون (بالإنجليزية: Kenny Cameron)‏ (2 يوليو 1943 بدندي في المملكة المتحدة - ) هو مدرب كرة قدم ولاعب كرة قدم بريطاني في مركز الهجوم. لعب مع دندي يونايتد ونادي دندي ونادي كيلمارنوك ونادي مونتروز لكرة القدم.